# Người Nga (Trung Quốc)
Dân tộc Nga (Giản thể: 俄罗斯族, Phồn thể: 俄羅斯族, Bính âm: Éluósī-zú, Hán Việt: Nga La Tư tộc) là một trong 56 dân tộc được công nhận chính thức của Cộng hòa Nhân dân Trung Hoa. Những người này là hậu duệ của những người Nga đã nhập cư đến Trung Quốc từ thế kỷ 17 và nay mang quốc tịch Trung Quốc mà không phải là công dân Nga.

## Lịch sử
Vào thế kỷ 17, Đế quốc Nga đã tổ chức nhiều hành động quân sự chống nhà Thanh. Năm 1644, một nhóm quân Nga bị quân đội nhà Thanh đánh bại, những người còn sống bị nhà Thanh tống giam. Trong Xung đột biên giới Nga-Mãn Châu, gần 100 đã đầu hàng chính quyền nhà Thanh, Hoàng đế Khang Hi đã cho đưa họ tới Tương Hoàng Kỳ ở Nội Mông ngày nay. Hậu duệ của họ tồn tại đến ngày nay và được gọi là Albazinian. Từ năm 1860 đến 1884, rất nhiều người Nga đã đến Hulun Buir để tìm vàng, và năm 1900, quân lính Nga đã tiến vào Trung Quốc, phá hủy một số trạm gác, trước năm 1907 có khoảng 1000 hộ gia đình người Nga định cư tại Ergun.
Những người nhập cư người Nga đầu tiên đến Tân Cương là những người Jirjaks, những người bị đàn áp dưới triều đại của Sa hoàng Pyotr vì từ chối cải sang Giáo hội Chính Thống Nga. Họ đã gửi bốn người đưa tin để thương lượng với một tù trưởng người Kazakh là Kala Usman, và được phép định cư tại các Burqin. Sau vài năm họ cũng khai hoang một số khu định cư ở Kanas, Chuguchak và Ili. Năm 1861, 160 Jirjaks đi đến khu vực Lop Nur đến định cư. Mặc dù tất cả các Jirjaks là tín đồ Kitô hữu, họ ít khi quan hệ với các nhóm khác. Theo điều tra dân số năm 1943, đã có 1200 Jirjaks tại Bulqin và Kaba. Rất nhiều người trong số họ đã đến Úc sau khi thành lập nước Cộng hòa Nhân dân Trung Hoa.
Năm 1851, Hiệp ước Kulja được thiết lập, và nhiều thương gia Nga đã tới Tân Cương. Các thương gia Nga đã giết chết khoảng 200 thợ mỏ tại Chuguchak, khiến cho người dân địa phương phẫn uất, các thương nhân Nga sau đó đã bị đốt. Kết quả là, người Nga đã buộc nhà Thanh phải trả tiền bồi thường chiến tranh nặng nề. Năm 1871, Đế quốc Nga xâm chiếm khu vực Ili, và nhiều thương gia Nga di cư đến đó. Khi Bạch vệ binh bị đánh bại trong cuộc chiến chống lại người Bolshevik, nhiều người Cossack và tị nạn đã chạy trốn sang Tân Cương dưới sự lãnh đạo của Tướng Ivanov. Một số người trong đó đã nổi loạn tại Ili và Chuguchak, nhưng cuối cùng bị đàn áp bởi lãnh chúa người Hán tên là Dương Tăng Tân. Một phần trong số họ sau này gia nhập đội quân do chính quyền Tân Cương tuyển dụng.
Từ năm 1931 đến 1938, chính quyền Liên Xô đã buộc nhiều người Hán và những người Nga thân thích của họ về Trung Quốc. Hơn 20.000 người Nga vào Trung Quốc thông qua Tân Cương. Và sau năm 1941, nhiều người tị nạn bỏ chạy tới Tân Cương. Dưới sự cai trị của Dương Tăng Tân, người Nga ở Tân Cương được chia làm 3 phần: một số trong những người tị nạn đã nhập quốc tịch Trung Quốc, họ được gọi là "người Quy hóa" (归化人.), và phải điền và viết vào giấy chứng nhận tình nguyện. Ông ra lệnh cho các quan chức từ các vùng khác nhau để phân phối đất đai cho nhóm người này, và cho họ con giống và hạt giống. Một số đã nhập quốc tịch Liên Xô. Những người khác từ chối tham gia một trong hai quốc tịch
Năm 1928, khi Kim Thụ Nhân lên nắm quyền, ông đã củng cố sự giám sát và áp đặt lên những người Nga. Sự tự do đi lại và thương mại bị cấm. Theo hồ sơ ghi nhận Công báo Tân Cương, từ 1930-1931 đã có 207 người Nga đã thông qua thủ tục quy hóa ở Ürümqi, và 288 tại Chuguchak. Năm 1933, Jin từ chức. Năm 1935, Đại hội Quốc dân lần thứ 2 được tổ chức, và những người quy hóa đã được chính thức công nhận là một dân tộc thiểu số tại Tân Cương.
Năm 1957 thống kê có khoảng 9.000 người dân tộc Nga sống tại Trung Quốc, trong khi thống kê năm 1978 chỉ là 600. Con số người Nga sau đó lại tăng lên 2.935 theo thống kê năm 1982 và 13.504 trong thống kê năm 1990. Có những bất đồng về số người dân tộc Nga tại Trung Quốc.

## Nhân khẩu
Theo thống kê năm 2002.
| Khu vực              | Tổng Dân số   | Dân tộc Nga tại Trung Quốc | Tỷ lệ trong tất cả dân tộc Nga tại Trung Quốc (%) | Dân tộc Nga so với dân tộc thiểu số địa phương | Dân tộc Nga so với tổng dân số địa phương（%） |
| Tổng                 | 1.245.110,826 | 15.631                     | 100                                               | 0,0148                                         | 0,00126                                        |
| 31 tỉnh thành        | 1.242.612,226 | 15.609                     | 99,86                                             | 0,0148                                         | 0,00126                                        |
| Tây Bắc Trung Quốc   | 89.258.221    | 9.128                      | 58,40                                             | 0,0523                                         | 0,01023                                        |
| Hoa Bắc              | 145.896.933   | 5.406                      | 34,59                                             | 0,0620                                         | 0,00371                                        |
| Đông Bắc Trung Quốc  | 104.864.179   | 479                        | 3,06                                              | 0,0044                                         | 0,00046                                        |
| Hoa Đông             | 358.849.244   | 271                        | 1,73                                              | 0,0108                                         | 0,00008                                        |
| Trung Nam Trung Quốc | 350.658.477   | 182                        | 1,16                                              | 0,0006                                         | 0,00005                                        |
| Tây Nam Trung Quốc   | 193.085.172   | 143                        | 0,91                                              | 0,0004                                         | 0,00007                                        |
| Tân Cương            | 18.459.511    | 8.935                      | 57,16                                             | 0,0815                                         | 0,04840                                        |
| Nội Mông             | 23.323.347    | 5.020                      | 32,12                                             | 0,1033                                         | 0,02152                                        |
| Hắc Long Giang       | 36.237.576    | 265                        | 1,70                                              | 0,0150                                         | 0,00073                                        |

## Những người nổi tiếng
- Trung tướng Lâm Hổ (林虎), Phó Tư lệnh của Không quân Giải phóng Nhân dân Trung Quốc (PLAAF).
- Elizabeta Pavlovna Kishkina (李莎; Елизавета Павловна Кишкина), vợ của Lý Lập Tam, một nhà lãnh đạo đầu tiên của Đảng Cộng sản Trung Quốc, cháu gái của Thủ tướng Nga cuối cùng trước Cách mạng tháng Mười.
- Tưởng Phương Lương (蔣方良; Фаина Ипатьевна Вахрева; Faniya Ipatiyevna Vakhreva), Đệ nhất phu nhân của Trung Hoa Dân quốc từ 1978-88 (vợ của Tưởng Kinh Quốc), tuy nhiên tổ tiên của bà là người Belarus.
- Nikolai Ivanovich Lunev (尼古拉·伊萬諾維奇·盧尼奧夫; Николай Иванович Лунёв), đại biểu Hội nghị Hiệp thương Chính trị Nhân dân Trung Quốc lần thứ 10.